# جبال الألب البرنية
جبال الألب البَرْنيّة سلسلة من جبال الألب تقع في الجزء الجنوبي الغربي من سويسرا. أقصى ارتفاعها 14,022 قدماً (حوالي 4,207 أمتار).